# درمنه ایرانی
درمنه ایرانی (نام علمی: Artemisia persica) یک گونه از سرده درمنه‌ها است. این گیاه با نام محلی جوشن و نام فارسی درمنه ایرانی در ارتفاعات بالا و برف گیر لرستان بخصوص گرین می‌روید.
این گیاه به عنوان گیاه‌های دارویی شناخته شده و بخاطر عطر و طعمی که دارد در غذاهای محلی و همچنین کباب کوبیده استفاده می‌شود.